# Lambula orbonella
Lambula orbonella là một loài bướm đêm thuộc phân họ Arctiinae, họ Erebidae.